# Presle
Presle é uma comuna francesa na região administrativa de Auvérnia-Ródano-Alpes, no departamento de Saboia. Estende-se por uma área de 11,58 km². Em 2010 a comuna tinha 437 habitantes (densidade: 37,7 hab./km²).